# Ендрю Шир
Ендрю Джеймс Шир (англ. Andrew James Scheer; нар. 20 травня 1979, Оттава, Онтаріо) — канадський політик, лідер Консервативної партії з 27 травня 2017 до 24 серпня 2020 р. З 2011 по 2015 рр. він обіймав посаду голови Палати громад Канади.

## Життєпис

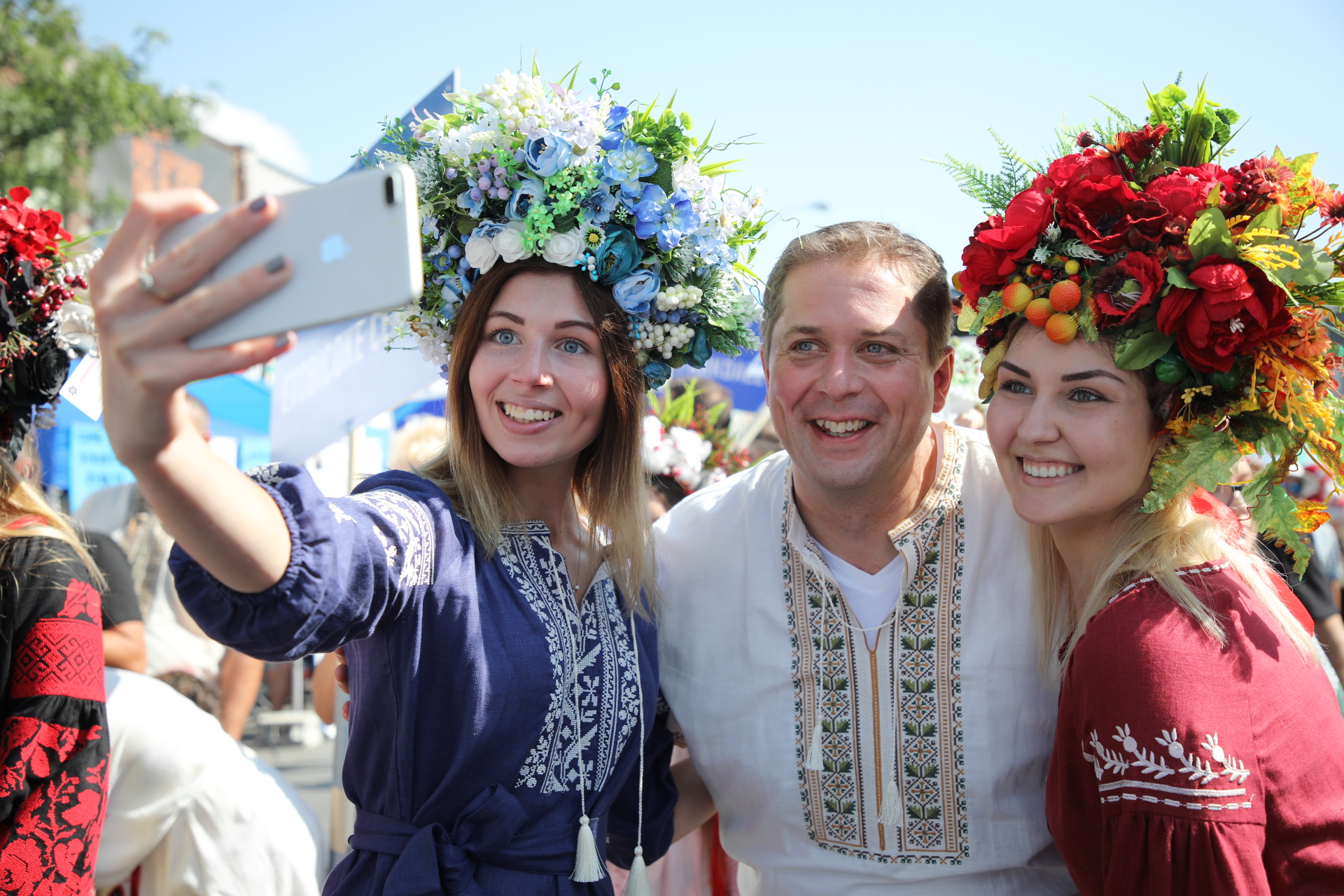
Ендрю Шир святкує День Незалежності України в Етобіко

Шир вивчав історію та політику в Оттавському університеті і Університеті Реджайна. Будучи студентом, він працював у відділі кореспонденції в офісі лідера опозиції. Шир також працював у галузі страхування в Реджайні і в офісі члена Палати громад Ларрі Спенсер, у 2004 р. був обраний до парламенту.
З 2008 по 2011 рр. — заступник голови Палати громад, з 2015 по 2016 рр. — лідер опозиції в парламенті. З 2020 року — тіньовий міністр із інфраструктури та громад. З 2022 року — лідер опозиції в парламенті.
Одружений, має п'ятьох дітей.

## Політична позиція

### Економічна політика
Під час виборів лідера консерваторів Шир заявив, що він буде збалансувати федеральний бюджет протягом двох років після формування уряду.
Шир казав, що він хоче зробити родинні та батьківські відпустки менш дорогими для сімей. Він пообіцяв зробити страхування зайнятості звільненням від пільг за батьківством та материнством. Він хоче запровадити податковий кредит сім'ям, які направляють своїх дітей до приватних шкіл. Шир також пропонує збільшити ліміт на те, скільки заробітної плати батько може заробляти щотижня під час відпустки. Він поклявся вилучити HST / GST з рахунків побутового опалення та зниження податків на бізнес.
Шир висловив підтримку вільних ринків, заявивши, що він вірить в «вільному ринку, де бізнес має прибуток, маючи кращий продукт або послугу.»